# ألان كارتر (متسابق دراجات نارية)
ألان كارتر (بالإنجليزية: Alan Carter)‏ هو متسابق دراجات نارية إنجليزي. نافس في سباقات بطولة العالم لفئة 500 سي سي ولفئة 250 سي سي ولفئة 50 سي سي. كما شارك في بطولة العالم للسوبربايك.

## روابط خارجية
- ألان كارتر على موقع MotoGP.com (الإنجليزية)
- ألان كارتر على موقع WorldSBK.com (الإنجليزية)